# Janez Klemenčič
Janez Klemenčič –conocido como Jani Klemenčič– (Jesenice, Yugoslavia, 21 de septiembre de 1971) es un deportista esloveno que compitió en remo.
Participó en cuatro Juegos Olímpicos de Verano, entre los años 1992 y 2004, obteniendo una medalla de bronce en Barcelona 1992, en la prueba de cuatro sin timonel. Ganó una medalla de bronce en el Campeonato Mundial de Remo de 2001, en la misma prueba.

## Palmarés internacional
| Juegos Olímpicos   | Juegos Olímpicos   | Juegos Olímpicos  | Juegos Olímpicos   |
| Año                | Lugar              | Medalla           | Prueba             |
| ------------------ | ------------------ | ----------------- | ------------------ |
| 1992               | Barcelona (España) | Medalla de bronce | Cuatro sin timonel |
| Campeonato Mundial |                    |                   |                    |
| Año                | Lugar              | Medalla           | Prueba             |
| 2001               | Lucerna (Suiza)    | Medalla de bronce | Cuatro sin timonel |